# Fietssnelweg F414
De fietssnelweg of fietsostrade F414 is een fietssnelweg tussen Aalst en Zottegem. De F414 volgt de Siesegemkouter en loopt langs het stromingsgebied van het Keizersveld. Richting Zottegem volgt de F414 de spoorlijn. Het vervolg, richting Aalst is in ontwerpfase. De F414 is 20km lang.